# 坂本森男
坂本 森男（さかもと もりお、1955年1月20日 - ）は日本の総務官僚、気象予報士。

## 来歴
埼玉県秩父市生まれ。埼玉県立熊谷高等学校を経て東京大学法学部卒業後、1979年自治省入省。北九州市資金課長、和歌山県地方課長、宮城県財政課長、石川県総務部長、厚生労働省大臣官房審議官、千葉県副知事、消防庁長官を歴任。
退官後、全国市町村振興協会理事長。秩父市行政アドバイザー、埼玉県消防協会顧問。
2018年気象予報士登録。柔道三段。
2025年（令和7年）春の叙勲で瑞宝重光章を受章した。

## 略歴
- 1979年4月：自治省入省[1]
- 1994年4月：自治省財政局財政課財政企画官
- 1995年4月：石川県企画開発部長
- 1996年7月：石川県総務部長
- 1999年7月：郵政省電気通信局電波部基幹通信課長
- 2000年4月：消防庁予防課長
- 2001年5月：内閣官房内閣参事官（総理官邸参事官室参事官）
- 2003年8月：総務省大臣官房参事官（総務課担当）
- 2004年1月：総務省自治財政局交付税課長
- 2005年1月：総務省大臣官房参事官（秘書課担当）
- 2006年1月：総務省自治行政局行政課長
- 2006年12月：内閣官房内閣参事官（内閣官房副長官補付）併任
- 2007年4月：内閣府地方分権改革推進委員会事務局次長
- 2008年7月：厚生労働省大臣官房審議官（社会、障害保健福祉、老健担当）
- 2009年7月：千葉県副知事
- 2013年7月：自治大学校長
- 2014年7月：消防庁長官
- 2015年7月：辞職
- 2015年10月：東京海上日動火災保険顧問[5]
- 2018年6月：全国市町村振興協会理事長
- 2021年6月：安田倉庫取締役